# Шкорпиловці
Шко́рпиловці (болг. Шкорпиловци) — село у Варненській області Болгарії. Входить до складу общини Долішній Чифлик.

## Населення
За даними перепису населення 2011 року у селі проживали 737 осіб.
Національний склад населення села:
| Національність   | Кількість осіб | Відсоток |
| ---------------- | -------------- | -------- |
| болгари          | 463            | 77,7%    |
| турки            | 72             | 12,1%    |
| цигани           | 56             | 9,4%     |
| Всього відповіли | 596            |          |

Розподіл населення за віком у 2011 році:
Динаміка населення: